# Novoroční ostrov (Tasmánie)
Novoroční ostrov (anglicky New Year Island) je žulový ostrov s oborou ve Velkém australském zálivu u severozápadního okraje Tasmánie v Austrálii.  Rozloha ostrova je 98,22 hektarů, takže je o dost menší než sousední King Island. Je součástí souostroví zvaného Novoroční ostrovy, kam patří již zmiňovaný King Island a dále ještě Vánoční ostrov a několik menších ostrovů.
Ostrov je neobydlen, ale je zde obora a významné ptačí území (ptačí rezervace), hnízdiště různých vodních ptáků (například bahňáků).